# Andries Radio
Andries Radio was een radioprogramma van de Evangelische Omroep. In het programma interviewde presentator Andries Knevel een gast. De thema’s die behandeld werden lagen op het grensvlak van kerk, geloof, politiek, cultuur en samenleving. De gasten hadden meestal een christelijke levensovertuiging. De eerste uitzending van het programma had plaats op 9 oktober 2004 en de laatste op 28 december 2013.
In januari 2013 startte op NPO 2 het vergelijkbare programma Andries; vanuit Naarden-Vesting spreekt Knevel met christelijke denkers, vernieuwers, markante figuren en inspirerende voorbeelden.